# Милеев, Александр Владиленович
Александр Владиленович Милеев — российский политик, спортсмен, предприниматель, депутат Самарской Губернской Думы V созыва, проректор по развитию инфраструктуры Самарского государственного социально-педагогического университета, бенефициар самарского регионального оператора твердых коммунальных отходов «ЭкоСтройРесурс».

## Биография

### Образование
Александр Милеев родился в городе Самара 25 февраля 1971 года. Выпускник школы № 13 имени Героя Советского Союза Ф. В. Санчирова Самарского района г.о. Самара. В 1994 году окончил факультет физического воспитания Самарского педагогического института. В 1998 году — юридический факультет Самарской государственной экономической академии.

### Спорт
Большую часть жизни посвятил спорту, с юношеских лет представлял Самарскую область на соревнованиях различных уровней в разных видах спорта.
Является призёром чемпионата СССР, чемпионом кубка СССР по гребле на байдарках и каноэ, многократным чемпионом РСФСР по гребле на байдарках и каноэ, чемпионом мира в классе «Dragon Boat», призёром Кубков Мира, обладает званием мастера спорта СССР (1987 год), заслуженного работника физической культуры РФ, заслуженного тренера РФ (2001 год)
Кроме собственной спортивной карьеры, Александр Милеев был тренером многократного олимпийского чемпиона Максима Опалева (золотая, серебряная и бронзовая медали Олимпийских игр), Владимира Ладоши (пятикратный чемпион Европы, двукратный чемпион мира), Андрея Кабанова (четырехкратный чемпион мира, четырёхкратный чемпион Европы) и других.
Призёр чемпионата России по гонках на лодках класса «Дракон» в Москве (2016). Является вице-президентом Всероссийской федерации гребли на байдарках и каноэ. Президент Самарской областной федерации гребли на байдарках и каноэ
Участник марафонов в Чикаго, Бостоне, Нью-Йорке, Лондоне, Берлине, Риге, Париже, Москве и многих других.
В 2014 году финишировал на соревнованиях Ironman, заняв девятое место среди россиян.
В 2012 и 2014 году участвовал и занимал первое место в VIP-забеге «Кросса нации» в Самарской области.
Был признан лучшим игроком на Спартакиаде среди депутатов представительных органов власти Самарской области в следующих видах спорта: баскетбол, лёгкая атлетика
Александр Милеев организовал и принял участие в первом в Самарской области фестивале водных видов спорта в Тольятти. С 2011 года Александр Милеев оказывает спонсорскую помощь ПФК «Крылья Советов». С 2014 года является членом совета директоров «Крыльев».

### Водочный бизнес
Трудился экспедитором в магазине своей тещи, организовал и возглавил с партнёрами фирму «Мико», выпускал мебель. К 1995 году «Мико» фирма перепрофилируется в оптово-розничные закупки и продажи продукции ОАО "Самарского ликеро-водочного комбината «Родник». В 2003 году Милеев установил контроль над комбинатом, став его бенефициаром.
В 2014 году решением Арбитражного суда Самарской области по иску Росалкогольрегулирования «Родник» лишил лицензии, объявив банкротство. Через подконтрольную ООО «Мико Алко», вступил в состав кредиторов комбината.

### Работа в университете
В 2009 году Милеев получил звание кандидата педагогических наук. В 2011 году он стал проректором по инфраструктурному развитию СГСПУ. За время его работы, Педагогическая академия вернула статус университета, тем самым повысив престиж дипломов. Он оказал содействие во включение ПГСГА (на тот момент) в программу «500 бассейнов» партии «Единая Россия», что привело к открытию спортивного комплекса «Буревестник» с 25-метровым бассейн с 8-ю дорожками, тренажерным и спортивным залами. Милеев оказал спонсорскую помощь в реконструкции учебного корпуса университета на улице Льва Толстого.

### Политическая деятельность
Александр Милеев — член партии «Единая Россия», член регионального политического совета партии «Единая Россия». В декабре 2011 года он был избран депутатом Самарской Губернской Думы и возглавил комитет по культуре, спорту и молодёжной политике Самарской Губернской Думы. В рамках своей депутатской деятельности Милеев предложил следующие законы Самарской области:
- Закон «О мерах по ограничению потребления (распития) алкогольной продукции»[26], который запрещает розничную торговлю алкоголем в День российского студенчества (25 января), Международный день защиты детей (1 июня), День молодежи (27 июня), День знаний (1 сентября либо следующий за ним рабочий день, если 1 сентября приходится на выходной). Документ, кроме того, предполагает запрет на розничную продажу алкоголя в "торговых объектах, расположенных в нежилых помещениях многоквартирного жилого дома, вход для покупателей в которые организован со стороны подъездов этого же дома.
- Закон, о налоговых льготах для компаний, инвестирующих в строительство инфраструктуры для Чемпионата мира по футболу 2018 года[27].
- Закон, запрещающий приватизацию объектов социальной инфраструктуры для детей, объектов культуры и спорта, находящихся в государственной и муниципальной собственности[28].
- Закон «О памятных датах Самарской области»[29]
- Закон «О физической культуре и спорте»[30], который дал возможность области участвовать в различных федеральных программах, то есть получать финансирование из бюджета страны на строительство новых спортивных объектов и улучшение материально-технической базы уже существующих.
- Поправки в закон «О тишине»[31], которые запрещали проводить строительные работы и концерты в выходные дни раньше 10 утра и другие.

Кроме того, Александр Милеев выступал за запрет на продажу алкогольных напитков после 17 часов в воскресенье, добился выделения дополнительных средств на строительство 10 спортивных объектов в Самаре, добился увеличения бюджетного финансирования реконструкции стадиона «Центральный» в Сызрани. В результате стадион введен в эксплуатацию в мае 2016 года.

### Благотворительность
В 2015 году Александр Милеев основал благотворительный фонд «Историческая Самара». Он — автор идеи и спонсор установки памятных часов на здании гостиницы Hilton в Самаре (ул. Льва Толстого). Кроме того, Милеев один из благотворителей (спонсоров) проекта восстановления самолета-штурмовика ИЛ-2

## Семья
Александр Милеев женат, у него двое детей.

## Награды и звания
- Почетная грамота Министерства сельского хозяйства РФ
- Почетная грамота Губернатора Самарской области
- Почетная грамота Самарской Губернской Думы
- Почетный знак Самарской Губернской Думы «За служение закону»
- Почетный знак Самарской Губернской Думы «За заслуги в законотворчестве»
- Медаль Русской Православной церкви Преподобного Сергия Радонежского I степени
- Орден М. Т. Калашникова II степени
- Лауреат премии «Лидер Российской экономики — 2003»
- Лауреат премии «Российский национальный Олимп»
- Орден «За честь и доблесть»